# Liste der Stolpersteine in Würzburg-Mainviertel

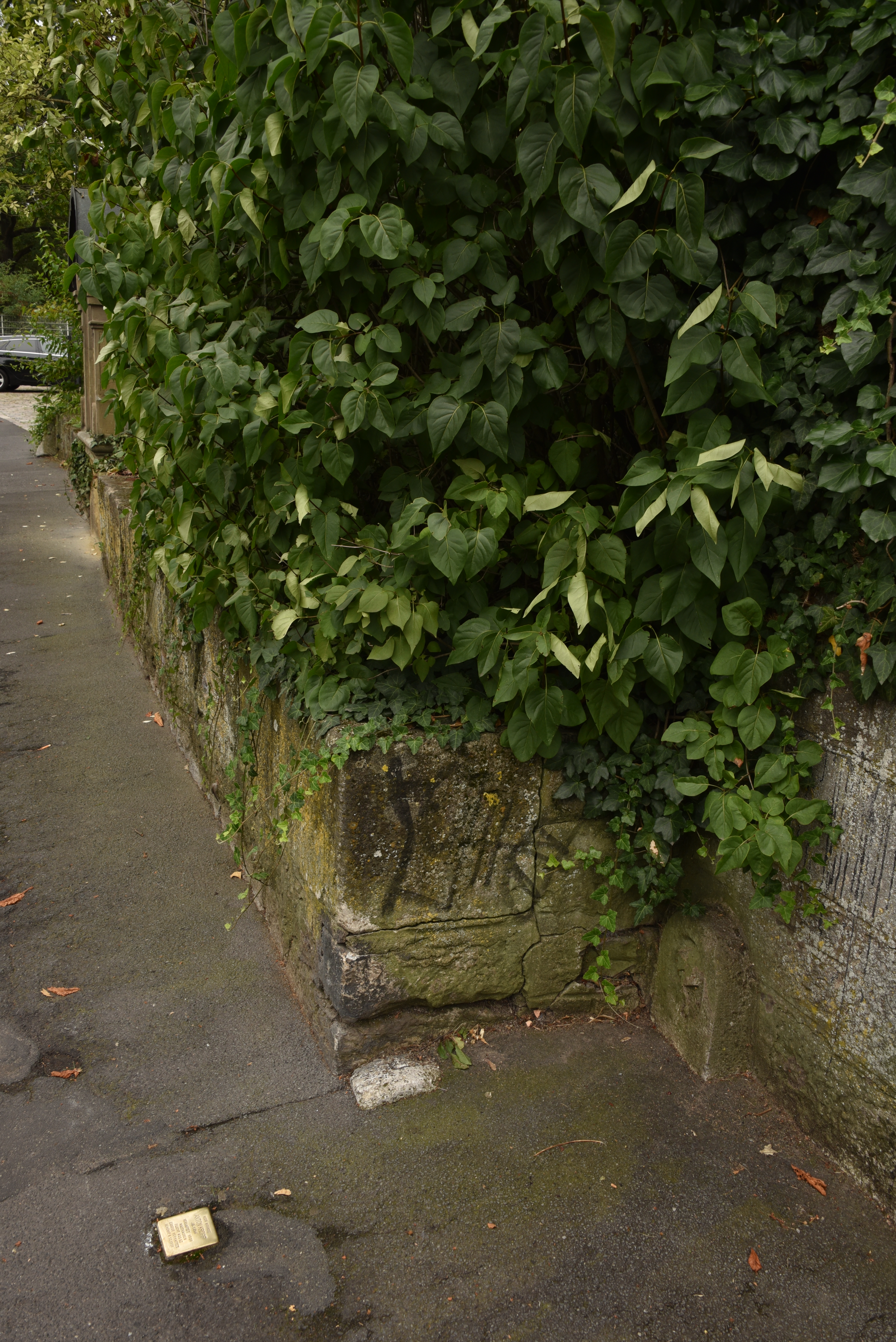
Stolperstein in der Zeller Straße

Die Liste der Stolpersteine in Würzburg-Mainviertel enthält alle Stolpersteine, die im Rahmen des gleichnamigen Projekts von Gunter Demnig im Mainviertel, einem Stadtteil der Würzburger Altstadt, verlegt wurden. Mit Stolpersteinen soll an Opfer des Nationalsozialismus erinnert werden, die hier lebten und wirkten. Im Regelfall werden die Stolpersteine vor dem letzten freigewählten Wohnort des Opfers verlegt.
Der erste Stolperstein in diesem Stadtteil wurde am 11. Juni 2007 verlegt.

## Verlegte Stolpersteine
Im Mainviertel wurden acht Stolpersteine an acht verschiedenen Adressen verlegt.
| Stolperstein | Inschrift | Verlegeort                     | Name, Leben |
| ------------ | --- | ------------------------------ | --- |
|              | HIER WOHNTE FERDINAND BOXHORN JG. 1892 AB 1935 MEHRMALS VERHAFTET ZULETZT 1940 DACHAU BUCHENWALD ERMORDET 15.7.1941 PIRNA-SONNENSTEIN           | Alte Kasernstraße 1 Verlegeort | Ferdinand Boxhorn (1892–1941) |
|              | HIER WOHNTE GEORG BURGER JG. 1896 VERHAFTET 1940 VERURTEILT §175 1941 FLOSSENBÜRG ERMORDET 21.3.1942                                            | Saalgasse 3                    | Georg Burger wurde 1896 geboren. Er war homosexuell veranlagt und wurde am 3. Dezember 1940 vom Landgericht Würzburg wegen „Unzucht zwischen Männern“ zu 14 Monaten Haft verurteilt. Die Strafe sollte er im Zuchthaus St. Georgen in Bayreuth absitzen, wohin er am 9. Januar 1941 auch tatsächlich eingeliefert wurde. Doch schon am 18. April 1941 wurde er in das Gerichtsgefängnis Kitzingen überstellt. Nach dem Verbüßen der Strafe wurde er am 8. Dezember 1941 als Vorbeugungshäftling nach §175 in das KZ Flossenbürg eingeliefert. Dort starb er am 21. März 1942 um 7.50 Uhr, offiziell an Herz- und Kreislaufversagen. |
|              | HIER WOHNTE ADAM GRAIL JG. 1900 EINGEWIESEN 15.6.1940 HEILANSTALT REICHENBACH ´VERLEGT´ 27.5.1941 HARTHEIM ERMORDET 27.5.1941 ´AKTION T4´       | Am Dicken Turm 4 Verlegeort    | Johann Adam Grail (1900–1941) Biografie |
|              | HIER WOHNTE GERTRUD HERRMANN JG. 1894 EINGEWIESEN 1930 HEILANSTALT WERNECK 'VERLEGT' 5.10.1940 PIRNA-SONNENSTEIN ERMORDET 5.10.1940 'AKTION T4' | Katzengasse 6                  | Gertrud Herrmann (1894–1940) Biografie |
|              | HIER WOHNTE ANTON KROPF JG. 1914 VERHAFTET 1939 MAUTHAUSEN FLUCHT AUS KZ ERNEUT VERHAFTET GEHENKT 9.12.1939                                     | Zeller Straße 47 Verlegeort    | Anton Kropf (1914–1939) Biografie |
|              | HIER WOHNTE KARL MÜLLER JG. 1881 EINGEWIESEN 1911 HEILANSTALT WERNECK ´VERLEGT´ 3.10.1940 GROSSSCHWEIDNITZ ERMORDET 21.12.1940                  | Zeller Straße 3 Verlegeort     | Karl Müller (1881–1940) Biografie |
|              | HIER WOHNTE MARIA REISER JG. 1899 EINGEWIESEN 1930 HEILANSTALT WERNECK ´VERLEGT´ 11.2.1941 PIRNA-SONNENSTEIN ERMORDET 11.2.1941 ´AKTION T4´     | Laufergasse 19 Verlegeort      | Maria Reiser (1899–1941) Biografie |
|              | HIER WOHNTE JEANETTE SCHWARZSCHILD GEB. REGENSBURGER JG. 1872 DEPORTIERT 1942 THERESIENSTADT ERMORDET 19.4.1944                                 | Burkarderstraße 4 Verlegeort   | Jeanette Schwarzschild (1899–1941) Biografie |

## Verlegungedaten
Die Stolpersteine im Mainviertel wurden an folgenden Tagen verlegt:
- 11. Juni 2007: Zeller Straße 47
- 9. November 2012: Burkarderstraße 4
- 1. Dezember 2014: Alte Kasernstraße 1
- 22. Februar 2018: Am Dicken Turm 4, Laufergasse 19, Zeller Straße 3
- 5. April 2019: Katzengasse 6